# Edouard Koschwitz
Edouard Koschwitz est un linguiste prussien, professeur de philologie romane, né en 1851 à Breslau et mort à Königsberg en 1904.

## Éléments biographiques
Il a été professeur à Greifswald et Marbourg. Il était spécialiste du français et de l'occitan, et rédacteur de plusieurs périodiques philologiques.
C'est lui qui invite, en 1892, l'Abbé Rousselot à venir à l'Université de Greifswald avec son laboratoire de phonétique expérimentale pour des explorations philologiques.
En 1894-1895, il crée avec l'Abbé Rousselot le premier Cours de vacances pour le français à Greifswald, qui se continuera à Marbourg et à Königsberg. En 1896, il part à Marbourg pour succéder à Edmund Stengel (de) (qui lui succède à Greifswald). La même année, il devient membre d'honneur de l'Akademisch-Neuphilologische Verein de cette ville, qui deviendra plus tard la Marburger Burschenschaft Rheinfranken (de).

## Éléments bibliographiques
- Ueber die Provenzalischen Feliber und Ihre Vorgänager, Wilhelm Gronau, 1894.
- Ueberlieferung und Sprache der Chanson du voyage de Charlemagne à Jérusalem, 1876
- Les plus anciens monuments de la langue française, 1889
- Grammatik der neufranzösischen Schriftsprache(16.-19. Jahrhundert) (Grammaire de la langue française écrite moderne), 1889
- Les parlers parisiens, 1893
- Les Français avant, pendant et après la guerre de 1870-1871;
- Grammaire historique de la langue des félibres., 1894
- Miréio, poème provençal de Frédéric Mistral, 1900
- "La Phonétique expérimentale et la philologie franco-provençale". Revue des patois gallo-romans, tome 4 (1891).
- (avec K. Bartsch), Chrestomathie provençale (Xe – XVe siècles), 1904
- Abbé Rousselot, Edouard Koschwitz. Extrait de la Revue de l'Institut catholique de Paris, juillet-août 1906. 24 p. in-8°
- (de) Wilhelm Theodor Elwert, « Koschwitz, Eduard », dans Neue Deutsche Biographie (NDB), vol. 12, Berlin, Duncker & Humblot, 1980, p. 611 (original numérisé).
- Max Kaluza (de), Gustav Thurau (de): Eduard Koschwitz. Ein Lebensbild. In: Zeitschrift für französischen und englischen Unterricht. Bd. 3, 1904, S. 385–432 (mit Verzeichnis der Schriften und der betreuten Dissertationen; auch als Sonderabdruck. Weidmann, Berlin 1904, (Digitalisat)).